# Vance Brand
Vance DeVoe Brand (Longmont, Colorado, 1931. május 9. –) amerikai űrhajós.

## Életpálya
A Coloradói Egyetemen 1953-ban közgazdasági oklevelet szerzett. 1969-ben repülőmérnöki diplomát kapott. 1953-1957 között a haditengerészet repülőtisztje. 1960-1966 között a Lockheed repülőgépgyár kísérleti mérnöke, berepülőpilótája. 9669 órát repült, ebből 8089 órát helikopterrel. Több mint 30 típusú katonai géppel repült. 1966. április 4-én válogatták be a NASA kötelékébe, ahol űrhajóskiképzésben részesült. A Szojuz–Apollo-program keretében a Szojuz–19 szovjet űrhajóval 1975-ben összekapcsolódó Apollo legénységének tagja volt. Három alkalommal repült a amerikai űrrepülőgéppel is. 31 napot, 2 órát és 2 percet töltött a világűrben. Űrhajós pályafutását 1992. áprilisban fejezte be.

## Családi kapcsolat
Nős, két lány és négy fiú apja.

## Repülések
- Szojuz–Apollo-program – 1975. július 15-25., a parancsnoki modul pilótája
- STS–5 – 1982. november 11-16., parancsnok
- STS–41–B – 1984. február 3-11., parancsnok
- STS–35 – 1990. december 2-10., parancsnok

### Tartalék űrhajós, kijelölt űrhajós
- Apollo–15 vállalkozás tartalék pilótája – 1971. július 26.
- Apollo-18 a parancsnoki modul pilótája - törölt misszió
- Skylab–3 vállalkozás tartalék parancsnoka – 1973. július 28.
- Skylab–4 vállalkozás tartalék parancsnoka – 1971. november 16.